# 1. FSV Mainz 05
1. FSV Mainz 05 is een Duitse voetbalclub uit Mainz, Rijnland-Palts. De club promoveerde in 2009 naar de Bundesliga.

## Geschiedenis

### Vooroorlogse geschiedenis
De club werd opgericht in 1905 in Café Neuf. De juiste oprichtingsdatum is niet meer bekend en hier zijn tegenstrijdige berichten om. De eerste wedstrijd werd in de zomer van 1905 gespeeld tegen FC Germania Gustavsburg en werd met 5:3 gewonnen. Exact 100 jaar later werd deze wedstrijd opnieuw gespeeld en deze keer won Mainz met 14:0. De naam van de club was in deze tijd 1. Mainzer FC Hassia 05. Op 24 juni 1906 werd de club lid van de Zuid-Duitse voetbalbond. De club begon in de B-klasse en speelde de heenronde zonder punten te verliezen, maar in de terugronde zakten ze naar de middenmoot. In 1910 kreeg de club een eigen terrein met tribune en kleedkamers. Het terrein werd ingewijd met een galawedstrijd tegen SV Stuttgarter Kickers, die met 1:5 verloren werd. Op 16 augustus 1912 fuseerde de club met Mainzer FC Hermannia 1907. Hermannia was een plaatselijke rivaal en was in 1907 de zelfstandig geworden van de turnvereniging Mainzer TV 1817. De fusieclub heette 1. FC Hassia-Hermannia 05, maar nam kort daarna de naam 1. FV Mainz 05 aan. De laatste wedstrijd voor het begin van de Eerste Wereldoorlog werd op Paaszondag gespeeld tegen een elftal van legerafdeling SMS Mainz. Aan het einde van de oorlog bundelde de club de krachten met SV 08 Mainz om een volwaardig elftal te kunnen neerzetten en na de oorlog fuseerden de clubs tot 1. Mainzer FSV 05.
Na de oorlog speelde de club voor het eerst in de hoogste klasse toen de Zuid-Duitse bond de Hessense competitie invoerde. De club werd slechts voorlaatste. In juni 1920 beleefde de club een van de eerste hoogtepunten in de internationale vriendschappelijke wedstrijd tegen Vasas SC Boedapest. Vasas verloor in Mainz met 1:0, de enige nederlaag in hun tournee doorheen Duitsland, ook bij de revanchewedstrijd kon de club niet winnen (0:0)3. Het volgende seizoen maakte de club furore door zowaar de titel binnen te halen. Hierdoor plaatsten ze zich voor de Zuid-Duitse eindronde, waar ze echter laatste werden. In 1921 voerde de bond de Rijnhessen-Saarcompetitie in als nieuwe hoogste klasse. De competitie bestond uit vier reeksen en werd over twee seizoenen teruggebracht naar één reeks. De club overleefde de eerste schifting, maar in het tweede jaar volstond een zesde plaats niet om zich te kwalificeren voor het volgende seizoen. Bij de terugkeer in de hoogste klasse werd de club meteen vicekampioen achter FV 03 Saarbrücken. Een jaar later werd de club wel kampioen. In de eindronde werden ze laatste, maar op 20 maart 1927 speelden ze wel een memorabele wedstrijd tegen de latere landskampioen 1. FC Nürnberg. Voor 12.000 toeschouwers stond de club aan de rust met 3:1 voor tegen de ploeg die bulkte van de internationals en na de tweede helft stond het 3:3.
Hierna werd de Hessense competitie heringevoerd. VfR Wormatia Worms won nu enkele titels op rij en als vicekampioen kon Mainz zich twee keer kwalificeren voor de eindronde, maar brak daar geen potten. Na twee middelmatige plaatsen werd de club nog twee keer kampioen maar behaalde weer niets in de eindronde.
In 1933 werd de Gauliga ingevoerd door de NSDAP, de nieuwe machthebber in Duitsland. Als kampioen werd Mainz geselecteerd voor de Gauliga Südwest-Mainhessen en kwam daar tegenover clubs uit Offenbach, Frankfurt en Saarbrücken te staan, die een maat te groot bleken voor de club. Mainz werd voorlaatste en degradeerde. Het volgende seizoen in de Bezirksklasse deden ze lang mee voor de titel, maar werden op de voorlaatste speeldag voorbij gestoken door SC Opel Rüsselsheim. Na een derde plaats het volgende jaar eindigde de club in 1937 op een degradatieplaats, maar werd gered door uitbreiding van de competitie. In 1938 moesten in heel Duitsland clubs gedwongen fuseren om zo grote clubs te creëren. Zo ontstond Reichsbahn SV Mainz 05.

### Oberliga
Na de oorlog werd de club heropgericht. In Zuidwest-Duitsland werd de Oberliga Saarpfalz in het leven geroepen. Mainz mocht hierin aantreden, wat niet onomstreden was na een 0:15 nederlaag in een vriendschappelijke wedstrijd tegen 1. FC Kaiserslautern. De club zou slechts twee wedstrijden winnen en werd laatste aan het einde van het seizoen. Het volgende seizoen werd de competitie geherstructureerd en na kwalificatie kon Mainz zich plaatsen. De club werd gedeeld derde. Hierna ging de Oberliga Südwest officieel van start. De club eindigde meestal in de middenmoot en streed ook geregeld tegen degradatie. In seizoen 1954/55 was de degradatie dichtbij, net in het jubileumjaar. Voor het vijftigjarig bestaan werd een galawedstrijd gespeeld tegen Engels bekerwinnaar Manchester City FC. Voor 10.000 toeschouwers won Mainz het duel. Op 6 november 1955 haalde de club een toeschouwersrecord van 30.000 bij een wedstrijd tegen SV Saar 05 Saarbrücken. In 1960/61 eindigde de club knap vijfde en plaatste zich voor de eerste ronde van de DFB-Pokal, waarin ze meteen verloren van 1. FC Köln.

### Tussen tweede en derde klasse
In 1963 werd de Bundesliga ingevoerd als nieuwe hoogste klasse. De beste zestien clubs uit de vijf Oberliga's werden geselecteerd en als twaalfde van de Oberliga Südwest moest Mainz naar de nieuwe Regionalliga, die nu de tweede klasse werd. De club draaide hier meestal in de subtop mee. In 1964/65 versloeg de club in de DFB-Pokal latere Duitse kampioen Werder Bremen en titelverdediger TSV 1860 München en bereikte de kwartfinale, die ze verloren van 1. FC Nürnberg. In 1967 speelde de club tegen FC 08 Homburg de wedstrijd met het minste aantal bezoekers sinds de oorlog. Slechts 79 kijklustigen kwamen opdagen voor de wedstrijd die door de week gespeeld werd en ook nog eens samenviel met een interland van Duitsland tegen Joegoslavië. In 1969 dreigde degradatie en de club wilde fuseren met SVW Mainz, maar dat werd door deze club afgewezen. Aan het einde van het seizoen kon FSV het behoud verzekeren terwijl SVW degradeerde. De volgende jaren ging het terug beter en in 1973 werd de club zelfs kampioen. In de eindronde om promotie moest de club echter SC Fortuna Köln en FC St. Pauli laten voorgaan. Het volgende jaar werd de club vijfde en dat volstond voor kwalificatie voor de nieuwe 2. Bundesliga. De club eindigde elfde en twaalfde. Ondanks het behoud koos de club er in 1976 voor om wegens economische redenen vrijwillig te degraderen. Het was de eerste profclub die dat deed, al zouden meerderen volgen de volgende jaren.
Voor het eerst speelde de club nu in de derde klasse. Na twee jaar Amateurliga werd de Oberliga ingevoerd als nieuwe derde klasse. Na drie seizoenen werd de club kampioen, maar maakte geen kans op promotie omdat de 2. Bundesliga werd teruggebracht van twee reeksen naar één reeks. In 1982 werd de club wel Duits amateurkampioen in de finale tegen het tweede elftal van Werder Bremen. De volgende jaren schommelde de club tussen de betere middenmoot en de subtop tot een nieuwe titel volgde in 1988. Deze keer promoveerde de club naar de 2. Bundesliga, maar kon het behoud daar niet verzekeren. Terug in de Oberliga bleef de club 33 wedstrijden ongeslagen en verloor pas op de laatste speeldag, toen de titel al vast stond, tegen vicekampioen FSV Salmrohr. Via de eindronde promoveerde de club weer en werd nu een vaste waarde in de 2. Bundesliga. De club werd achtste maar omdat de licentie niet helemaal in orde was leek het alsof ze toch moesten degraderen. Echter na een succesvol protest mocht Mainz in de tweede klasse blijven. Na een aantal jaren middenmoot maakte de club in 1997 voor het eerst kans op promotie naar de Bundesliga. Op de laatste speeldag stond de club in direct duel met VfL Wolfsburg en verloor met 4:5. In 2001 zat de club in zwaar degradatiegevaar en ontsloeg toen trainer Eckhard Krautzun. Verdediger Jürgen Klopp, die geblesseerd was, nam het roer over. Onder zijn leiding won de club een aantal wedstrijden op rij en kon zo het behoud verzekeren. Het volgende seizoen ging de club goed van start en werd zelfs herfstkampioen. Net voor de laatste speeldag stonden ze nog op een promotieplaats, maar door een nederlaag tegen 1. FC Union Berlin werden ze in extremis vierde. Ook het volgende seizoen liep het mis, hoewel de club niet het hele seizoen domineerde maakten ze goede kans op promotie en een 4:1 tegen Eintracht Braunschweig leek ruim voldoende te zijn. Echter won Eintracht Frankfurt met 6:3 tegen SSV Reutlingen 05 waardoor Frankfurt een beter doelsaldo had van één goal en zo de promotie pakte. In 2003/04 stond de club nooit op een promotieplaats, maar aan het einde van het seizoen won de club vijf keer op rij kwamen ze toch in aanmerking voor promotie. Een overwinning op SV Eintracht Trier 05 en een gelijktijdige nederlaag van Alemannia Aachen tegen Karlsruher SC zorgden voor de eerste promotie naar de Bundesliga.

### Periode vanaf 2005
Mainz gold als degradatiekandidaat en begon ook met een nederlaag tegen VfB Stuttgart, maar hierna volgde een zegereeks van 7 wedstrijden waardoor ze op de elfde speeldag zelfs even aan de leiding stonden. Hierna zakte de club wel wat weg en eindigde uiteindelijk elfde. Door een goede notering in het UEFA Fair Playklassement mocht de club zelfs Europees voetbal spelen. In de UEFA Cup 2005/06 moest de club het in de eerste kwalificatieronde opnemen tegen MIKA Asjtarak. In de thuiswedstrijd werd er met 4-0 gewonnen, waarna de 0-0 in de uitwedstrijd voldoende was om de tweede kwalificatieronde te bereiken. In die tweede kwalificatieronde was ÍB Keflavík de tegenstander. Zowel in Duitsland als in IJsland werd door de Duitsers met 2-0 gewonnen en zodoende kwalificeerde de club zich voor de eerste ronde van de UEFA Cup. In de eerste ronde verloor de club van latere winnaar Sevilla FC. De Europese wedstrijden werden in de Frankfurter Commerzbank-Arena gespeeld. Na nog een elfde plaats degradeerde de club in 2006/07. De club deed een heel seizoen mee voor een onmiddellijke terugkeer in de 2. Bundesliga, maar werd uiteindelijk vierde, waarop Jürgen Klopp de club verliet. Onder leiding van Jørn Andersen werd Mainz het volgende jaar vicekampioen en keerde terug naar de Bundesliga. In de DFB-Pokal werd zowaar de halve finale bereikt, die ze verloren van Bayer 04 Leverkusen.
Bij de terugkeer in de Bundesliga deed de club het vrij goed en bleef thuis tot de 26ste speeldag ongeslagen en werd uiteindelijk negende. In 2010/11 begon de club uitstekend met een zegereeks van zeven overwinningen en kwam zo op gelijke hoogte met de records van Bayern München en 1. FC Kaiserslautern. Aan het einde van het seizoen eindigde de club op de vijfde plaats en kwalificeerde zich voor de Europa League. De club verloor echter in de kwalificatie tegen Gaz Metan Mediaș en werd zo het eerste Duitse team dat in de kwalificaties van de Europa League uitgeschakeld werd. In 2012 werd de club dertiende.

### Tweede elftal
Het tweede elftal van Mainz speelde tussen 2014 en 2017 drie seizoenen in de 3. Liga en behoorde daarmee tot de 3 hoogst spelende 2e elftallen in Duitsland. Dit is tevens het hoogste niveau waarin een tweede elftal mag uitkomen.

## Stadion
De club speelt in het Stadion am Bruchweg, wat in 1928 werd gebouwd en werd gerenoveerd in de jaren 1955, 1981, 1997 en 2002. Dit biedt toegang aan 20.300 toeschouwers.
In 2011 verliet FSV het vertrouwde Stadion am Bruchweg om te verhuizen naar het fonkelnieuwe stadion de Coface Arena. Hiermee steeg de capaciteit aan plaatsen tijdens thuiswedstrijden van 20.300 naar 34.034 toeschouwers.

## Erelijst
- Kampioen Hessen

1921, 1932, 1933
- Kampioen Rijnhessen-Saar

1927

## Overzichtslijsten
| Niveau | Aantal | Periode (1945-2026)                        |
| ------ | ------ | ------------------------------------------ |
| I      | 38     | 1945-1963, 2004-2007, 2009-....            |
| II     | 30     | 1963-1976, 1988-1989, 1990-2004, 2007-2009 |
| III    | 13     | 1976-1988, 1989-1990                       |

## Eindklasseringen
- 1946 10e
Oberliga
- 1947 3e
Oberliga
- 1948 8e
Oberliga
- 1949 8e
Oberliga
- 1950 11e
Oberliga
- 1951 12e
Oberliga
- 1952 10e
Oberliga
- 1953 8e
Oberliga
- 1954 7e
Oberliga
- 1955 14e
Oberliga
- 1956 10e
Oberliga
- 1957 10e
Oberliga
- 1958 6e
Oberliga
- 1959 12e
Oberliga
- 1960 11e
Oberliga
- 1961 5e
Oberliga
- 1962 9e
Oberliga
- 1963 12e
Oberliga
- 1964 4e
Regionalliga
- 1965 11e
Regionalliga
- 1966 3e
Regionalliga
- 1967 4e
Regionalliga
- 1968 4e
Regionalliga
- 1969 13e
Regionalliga
- 1970 12e
Regionalliga
- 1971 7e
Regionalliga
- 1972 4e
Regionalliga
- 1973 1e
Regionalliga
- 1974 5e
Regionalliga
- 1975 11e
2. Bundesliga
- 1976 12e
2. Bundesliga
- 1977 6e
Niveau 3
- 1978 1e
Niveau 3
- 1979 3e
Oberliga
- 1980 5e
Oberliga
- 1981 1e
Oberliga
- 1982 2e
Oberliga
- 1983 8e
Oberliga
- 1984 8e
Oberliga
- 1985 2e
Oberliga
- 1986 5e
Oberliga
- 1987 5e
Oberliga
- 1988 1e
Oberliga
- 1989 18e
2. Bundesliga
- 1990 1e
Oberliga
- 1991 8e
2. Bundesliga
- 1992 9e
2. Bundesliga
- 1993 12e
2. Bundesliga
- 1994 13e
2. Bundesliga
- 1995 14e
2. Bundesliga
- 1996 11e
2. Bundesliga
- 1997 4e
2. Bundesliga
- 1998 10e
2. Bundesliga
- 1999 7e
2. Bundesliga
- 2000 9e
2. Bundesliga
- 2001 14e
2. Bundesliga
- 2002 4e
2. Bundesliga
- 2003 4e
2. Bundesliga
- 2004 3e
2. Bundesliga
- 2005 11e
Bundesliga
- 2006 11e
Bundesliga
- 2007 16e
Bundesliga
- 2008 4e
2. Bundesliga
- 2009 2e
2. Bundesliga
- 2010 9e
Bundesliga
- 2011 5e
Bundesliga
- 2012 13e
Bundesliga
- 2013 13e
Bundesliga
- 2014 7e
Bundesliga
- 2015 11e
Bundesliga
- 2016 6e
Bundesliga
- 2017 15e
Bundesliga
- 2018 14e
Bundesliga
- 2019 12e
Bundesliga
- 2020 13e
Bundesliga
- 2021 12e
Bundesliga
- 2022 8e
Bundesliga
- 2023 9e
Bundesliga
- 2024 13e
Bundesliga
- 2025 6e
Bundesliga

- Niveau 1
- Niveau 2
- Niveau 3

| Legenda niveautijdlijn | Legenda niveautijdlijn      | Legenda niveautijdlijn      | Legenda niveautijdlijn      | Legenda niveautijdlijn    | Legenda niveautijdlijn |
| Liga                   | Seizoen 1963/64 t/m 1973/74 | Seizoen 1974/75 t/m 1993/94 | Seizoen 1994/95 t/m 2007/08 | Seizoen 2008/09 tot heden | Opmerking              |
| ---------------------- | --------------------------- | --------------------------- | --------------------------- | ------------------------- | ---------------------- |
| Bundesliga             | Niveau I                    | Niveau I                    | Niveau I                    | Niveau I                  |                        |
| 2. Bundesliga          | --                          | Niveau II                   | Niveau II                   | Niveau II                 |                        |
| 3. Liga                | --                          | --                          | --                          | Niveau III                |                        |
| Regionalliga           | Niveau II                   | --                          | Niveau III                  | Niveau IV                 |                        |
| Oberliga               | --                          | Niveau III *                | Niveau IV                   | Niveau V                  | * vanaf 1978/79        |

## In Europa
Uitslagen vanuit gezichtspunt FSV Mainz
| Seizoen | Competitie        | Ronde   | Land                  | Club             | Totaalscore  | 1e W    | 2e W    | PUC |
| ------- | ----------------- | ------- | --------------------- | ---------------- | ------------ | ------- | ------- | --- |
| 2005/06 | UEFA Cup          | 1Q      | Vlag van Armenië      | MIKA Asjtarak    | 4-0          | 4-0 (T) | 0-0 (U) | 4.5 |
|         |                   | 2Q      | Vlag van IJsland      | ÍB Keflavík      | 4-0          | 2-0 (T) | 2-0 (U) | 4.5 |
|         |                   | 1R      | Vlag van Spanje       | Sevilla          | 0-2          | 0-0 (U) | 0-2 (T) | 4.5 |
| 2011/12 | Europa League     | 3Q      | Vlag van Roemenië     | Gaz Metan Mediaș | 2-2 (3-4 ns) | 1-1 (T) | 1-1 (U) | 1.0 |
| 2014/15 | Europa League     | 3Q      | Vlag van Griekenland  | Asteras Tripolis | 2-3          | 1-0 (T) | 1-3 (U) | 1.0 |
| 2016/17 | Europa League     | Groep C | Vlag van Frankrijk    | Saint-Étienne    | 1-1          | 1-1 (T) | 0-0 (U) | 7.0 |
|         |                   | Groep C | Vlag van Azerbeidzjan | Qäbälä PFK       | 5-2          | 2-0 (T) | 3-2 (U) | 7.0 |
|         |                   | Groep C | Vlag van België       | Anderlecht       | 2-7          | 1-1 (T) | 1-6 (U) | 7.0 |
| 2025/26 | Conference League | PO      | Vlag van Noorwegen    | Rosenborg BK     | -            | (U)     | (T)     | 0.0 |

Totaal aantal punten voor UEFA coëfficiënten: 13.5
Zie ook
- Deelnemers UEFA-toernooien Duitsland
- Ranglijst van alle clubs die in de diverse Europa Cups zijn uitgekomen

## Eerste Elftal

### Selectie
| Nr.           | Naam                 | Nationaliteit        | Geb. datum | Sinds | Contract | Vorige club                  |
| ------------- | -------------------- | -------------------- | ---------- | ----- | -------- | ---------------------------- |
| Doelmannen    |                      |                      |            |       |          |                              |
| 1.            | Finn Dahmen          | Duitsland            | 27-03-1998 | 2008  | 2023     | Eigen jeugd                  |
| 27.           | Robin Zentner        | Duitsland            | 28-10-1994 | 2006  | 2025     | Eigen jeugd / Holstein Kiel  |
| 32.           | Lasse Rieß           | Duitsland            | 27-07-2001 | 2012  | 2025     | Eigen jeugd                  |
| Verdedigers   |                      |                      |            |       |          |                              |
| 3.            | Aarón Martín         | Spanje               | 22-04-1997 | 2018  | 2023     | Celta de Vigo (was verhuurd) |
| 5.            | Maxim Leitsch        | Duitsland            | 19-10-1996 | 2022  | 2026     | VfL Bochum                   |
| 16.           | Stefan Bell          | Duitsland            | 24-08-1991 | 2007  | 2023     | Eintracht Frankfurt          |
| 19.           | Anthony Caci         | Frankrijk            | 01-07-1997 | 2022  | 2026     | RC Strasbourg                |
| 21.           | Danny da Costa       | Duitsland Angola     | 13-07-1993 | 2022  | 2025     | Eintracht Frankfurt          |
| 25.           | Andreas Hanche-Olsen | Noorwegen            | 17-01-1997 | 2023  | 2026     | KAA Gent                     |
| 30.           | Silvan Widmer        | Zwitserland          | 05-03-1993 | 2021  | 2024     | FC Basel                     |
| 42.           | Alexander Hack       | Duitsland            | 08-09-1993 | 2014  | 2024     | SpVgg Unterhaching           |
| Middenvelders |                      |                      |            |       |          |                              |
| 4.            | Aymen Barkok         | Marokko              | 21-05-1998 | 2022  | 2025     | Eintracht Frankfurt          |
| 6.            | Anton Stach          | Duitsland            | 15-11-1998 | 2021  | 2024     | SpVgg Greuther Fürth         |
| 7.            | Lee Jae-sung         | Zuid-Korea           | 10-08-1992 | 2021  | 2024     | Holstein Kiel                |
| 8.            | Leandro Barreiro     | Luxemburg            | 03-01-2000 | 2016  | 2024     | Eigen jeugd                  |
| 20.           | Edimilson Fernandes  | Zwitserland Portugal | 15-04-1996 | 2019  | 2023     | BSC Young Boys               |
| 31.           | Dominik Kohr         | Duitsland            | 31-01-1994 | 2021  | 2026     | Eintracht Frankfurt          |
| 41.           | Eniss Shabani        | Duitsland Kosovo     | 29-05-2003 | 2015  | 2025     | FSV Mainz-II                 |
| Aanvallers    |                      |                      |            |       |          |                              |
| 9.            | Karim Onisiwo        | Oostenrijk           | 17-03-1992 | 2016  | 2024     | SV Mattersburg               |
| 11.           | Marcus Ingvartsen    | Denemarken           | 04-01-1996 | 2021  | 2025     | 1. FC Union Berlin           |
| 17.           | Ludovic Ajorque      | Frankrijk            | 25-02-1994 | 2023  | 2026     | RC Strasbourg                |
| 29.           | Jonathan Burkardt    | Duitsland            | 11-07-2000 | 2014  | 2024     | Eigen jeugd                  |
| 36.           | Marlon Mustapha      | Oostenrijk           | 24-05-2001 | 2018  | 2024     | FC Admira Wacker Mödling     |
| 37.           | Delano Burgzorg      | Nederland            | 07-11-1998 | 2022  | 2025     | Heracles Almelo              |
| 43.           | Brajan Gruda         | Duitsland Albanië    | 31-05-2004 | 2022  | 2023     | Karlsruher SC                |
| 44.           | Nelson Weiper        | Duitsland Albanië    | 17-03-2005 | 2022  | 2025     | Eigen jeugd                  |

Laatste update: 06 februari 2023

### Staf
| Functie           | Naam                | Sinds | Contract | Vorige club |
| ----------------- | ------------------- | ----- | -------- | ----------- |
| Hoofdtrainer      | Bo Henriksen        | 2024  | 2026     | Zürich      |
| Assistent-trainer | Niko Bungert        | 2024  |          |             |
| Assistent-trainer | Sören Hartung       | 2024  |          | Mainz –17   |
| Assistent-trainer | Michael Silberbauer | 2024  | 2026     | Utrecht     |
| Keeperstrainer    | Stephan Kuhnert     | 1998  |          |             |

Laatste update: 14 juni 2024

## Spelers records
Top-5 meest gespeelde wedstrijden
| Nr. | Naam                | Land            | Positie      | Periode   | Aantal |
| --- | ------------------- | --------------- | ------------ | --------- | ------ |
| 1.  | Dimo Wache          | Duitsland       | Doelman      | 1995-2010 | 406    |
| 2.  | Michael Müller      | Duitsland       | Verdediger   | 1985-1996 | 352    |
| 3.  | Nikolče Noveski     | Noord-Macedonië | Verdediger   | 2004-2015 | 348    |
| 4.  | Jürgen Klopp        | Duitsland       | Verdediger   | 1990-2001 | 340    |
| 5.  | Michael Schuhmacher | Duitsland       | Middenvelder | 1984-1993 | 320    |

Top-5 doelpuntenmakers
| Nr. | Naam                | Land      | Periode               | Aantal |
| --- | ------------------- | --------- | --------------------- | ------ |
| 1.  | Karl-Heinz Mähn     | Duitsland | 1971-1983 / 1985-1991 | 85     |
| 2.  | Michael Thurk       | Duitsland | 1999-2004 / 2005-2006 | 64     |
| 3.  | Sven Demandt        | Duitsland | 1994-2001             | 57     |
| 4.  | Jürgen Klopp        | Duitsland | 1990-2001             | 56     |
| 4.  | Norbert Hönnscheidt | Duitsland | 1987-1992 / 1995-1996 | 56     |

stand: 18-05-2025

## Bekende (oud-)spelers
- Stefan Bell
- Emil Berggreen
- Jean-Paul Boëtius
- Nicolás Castillo
- Cha Du-ri
- Anwar El Ghazi
- Manuel Friedrich
- Peter Van der Heyden
- Lewis Holtby
- Andreas Ivanschitz
- Jared Jeffrey
- Nigel de Jong
- Jan Kirchhoff
- Ivan Klasnić
- Jürgen Klopp
- Emil Kostadinov
- Marek Lemsalu
- Nicolai Müller
- Blaise Nkufo
- Nikolče Noveski
- Tommi Paavola
- Martin Pieckenhagen
- André Ramalho
- Morten Rasmussen
- Bernard Schuiteman
- André Schürrle
- Jerry St. Juste
- Neven Subotić
- Ádám Szalai
- Andrij Voronin
- Radoslav Zabavník
- Mohamed Zidan